# Tamás Egerszegi
Tamás Egerszegi (ur. 2 sierpnia 1991 w Dunakeszi) – węgierski piłkarz, grający na pozycji pomocnika.

## Kariera
Grał w juniorskich drużynach Dunakeszi Vasutas i Újpestu. W 2010 roku został włączony do pierwszej drużyny Újpestu. W barwach tego klubu zadebiutował w NB I 1 sierpnia 2010 roku w zremisowanym bezbramkowo meczu z Győri ETO. W Újpescie do końca 2011 roku rozegrał 32 ligowe występy. W roku 2012 grał na wypożyczeniu w BFC Siófok, zaliczając 22 ligowe mecze. W rundzie wiosennej sezonu 2012/2013 był wypożyczony do Sint-Truidense VV, gdzie nie rozegrał jednak żadnego meczu. W rundzie jesiennej sezonu 2013/2014 grał w Gyirmót FC na zasadzie wypożyczenia (11 meczów). Na początku 2014 roku przeszedł do Diósgyőri VTK, gdzie grał dwa i pół roku, a w sezonie 2013/2014 zdobył puchar ligi. W sezonie 2016/2017 reprezentował barwy Mezőkövesd-Zsóry SE. W lipcu 2017 roku został zawodnikiem Miedzi Legnica. Po półrocznym okresie gry w polskim klubie wrócił na Węgry, zostając piłkarzem Vasasu SC.
Wystąpił w meczach reprezentacji Węgier U-19 oraz U-21.

## Statystyki ligowe
| Sezon         | Klub                | Liga          | Mecze | Gole |
| ------------- | ------------------- | ------------- | ----- | ---- |
| 2010/2011     | Újpest FC           | NB I          | 20    | 0    |
| 2011/2012 (j) | Újpest FC           | NB I          | 12    | 1    |
| 2011/2012 (w) | BFC Siófok          | NB I          | 12    | 0    |
| 2012/2013 (j) | BFC Siófok          | NB I          | 10    | 0    |
| 2012/2013 (w) | Sint-Truidense VV   | Tweede klasse | 0     | 0    |
| 2013/2014 (j) | Gyirmót FC          | NB II         | 11    | 0    |
| 2013/2014 (w) | Diósgyőri VTK       | NB I          | 3     | 0    |
| 2014/2015     | Diósgyőri VTK       | NB I          | 22    | 1    |
| 2015/2016     | Diósgyőri VTK       | NB I          | 29    | 4    |
| 2016/2017     | Mezőkövesd-Zsóry SE | NB I          | 27    | 2    |
| 2017/2018 (j) | Miedź Legnica       | I liga        | 12    | 0    |
| 2017/2018 (w) | Vasas SC            | NB I          | 14    | 4    |
| 2018/2019 (j) | Vasas SC            | NB I          | 3     | 0    |
| 2018/2019     | Paksi FC            | NB I          | 20    | 0    |
| 2019/2020 (j) | Budapest Honvéd FC  | NB I          | 1     | 0    |
| 2019/2020 (w) | Diósgyőri VTK       | NB I          | 10    | 1    |